# Bruno Toledo
Bruno Toledo (Montevideo, Uruguay, 25 de agosto de 1994) es un futbolista uruguayo. Juega de defensor y su equipo actual es el KS Luftëtari Gjirokastër de la Superliga de Albania.

## Clubes
| Club                     | País    | Año           | PJ | Goles |
| ------------------------ | ------- | ------------- | -- | ----- |
| Liverpool                | Uruguay | 2014-2017     | 19 | 0     |
| KS Luftëtari Gjirokastër | Albania | 2017-presente | 8  | 0     |